# Jaidhof
Jaidhof là một thị xã thuộc huyện Krems-Land trong bang Niederösterreich.